# Zagadochnyj
Zagadochnyj är en bergskedja i Antarktis. Den ligger i Östantarktis. Australien gör anspråk på området.